# Qi Haifeng
Qi Haifeng (en chinois : 齐海峰, pinyin, Qí Hǎifēng, né le 7 août 1983 à Dalian, Liaoning) est un athlète chinois, spécialiste du décathlon.
Son meilleur résultat est de 8 290 points, record national obtenu au meeting de Götzis en mai 2005. Il remporte le titre des Jeux asiatiques.